# Estación de Antwerpen-Noorderdokken
La estación de Antwerpen-Noorderdokken es una estación de tren belga situada en Amberes, en la provincia de Amberes, región Flamenca.
Pertenece a la línea  de S-Trein Antwerpen.

## Situación ferroviaria
La estación se encuentra en la línea 12 (Amberes-Essen-frontera)

## Intermodalidad
| Noorderdokken Station |                            |
| Autobuses de Amberes |                            |
| --- | -------------------------- |
| \| Línea \| Recorrido \| \| ----- \| -------------------------- \| \| 760 \| Antwerpen ↔ Bevrijdingsdok \| \| 761 \| Antwerpen ↔ Luithagen \| |                            |
| Línea | Recorrido                  |
| 760 | Antwerpen ↔ Bevrijdingsdok |
| 761 | Antwerpen ↔ Luithagen      |